# 十字军骑士 (游戏)
《十字军骑士》是由龙游天下旗下橄榄熊猫工作室開發的一款角色扮演遊戲，於2023年7月20日在Steam發售，同年推出手機版《召唤骑士团》。作品改編自亨利克·显克微支同名歷史小說《十字军骑士》，講述波兰-立陶宛-条顿战争期間發生的故事。

## 遊戲玩法
《十字軍騎士》分為「騎士之歌」和「群星之章」兩種模式。「騎士之歌」模式採用牌組構築（DBG）和角色扮演遊戲的玩法，劇情改編自亨利克·显克微支同名歷史小說《十字军骑士》。戰鬥使用牌組構築機制，玩家可以收集到四類卡牌，分別對應攻擊、防禦、魔法和道具四類操作。玩家卡庫默認最少要有20張卡牌，後期可以降低至12張。每輪戰鬥，主人公根據玩家打出的卡牌行動，隊友根據該回合打出卡牌的類型和數量，釋放不同技能。遊戲中可以加入隊伍的角色有30多位，通過抽卡方式邀請入伍。隊友根據其職業，會對特定卡牌作出回應，如治療職業金額use，只對防禦類卡牌有反應，該回合內沒有打出防禦類卡牌，角色經不會行動。隊伍還能裝備道具，以獲得不同增益效果。「群星之章」模式增加建造與經營玩法，玩家通過完成各類任務獲得建設軍隊和領地的資源。

## 劇情
騎士之歌
面對條頓騎士團的入侵，波蘭與立陶宛大公国成立聯盟對抗。博格丹涅茨出身的主人公茲贝什科和其叔叔马奇克打算參軍報國，兩人在軍隊中獲得貴人提攜。期間茲贝什科對伯爵之女达露莎一見鐘情，並承諾為达露莎向十字軍報仇。報仇心切的茲贝什科因為攻擊十字軍騎士團的使者被判處死刑，达露莎為了救下茲贝什科，利用傳統上有女子願意嫁給死刑犯可以獲得赦免的機制，嫁給茲贝什科。达露莎的父親不太認同這門婚事，茲贝什科為了證明自己，積極參與對十字軍的戰爭。後來达露莎一家被十字軍迫害，茲贝什科繼承达露莎的領地和遺願，繼續對抗十字軍，最後在格伦瓦德之戰手刃仇敵，打敗十字軍，戰後與青梅竹馬雅金卡結婚。遊戲結局與小說原作一致，不過劇情發展增加了新內容，如玩家可以在达露莎遇難時，選擇拯救，也可以選擇不與达露莎發展感情，只與雅金卡在一起等。
群星之章
奇幻大陸安塔納上，有六個風格各異的國家，玩家扮演其中一個國家中的領主。玩家需要組建騎士團，建設領地，對抗即將入侵的魔界大軍。

## 開發
2020年龍遊天下數位成員建議公司開發一款面向Steam玩家的遊戲，提議獲公司支持立案。公司為該專案組建了一個10人的開發團隊，專案耗時三年完成。團隊名為「橄榄熊猫工作室」，團隊成員有過多次變動，專案內容也一度推倒重做，到正式發售時，已經沒有一位是早期立案的成員。專案後期負責人是大學文學系畢業的女性製作人小五。
專案早期以英法百年戰爭為故事背景，不過劇情負責人並不能駕馭這段歷史，寫出一個完整的故事。龍遊天下創始人刘舒涵得知這個情況後，他建議將故事背景改為亨利克·显克微支的小說《十字军骑士》，他認為小說劇情合適改編成遊戲，而且參考經典小說也能保證劇情品質。之後工作室根據小說重寫了劇情，礙於專案規模和遊戲機制，小說的劇情有一定刪改，同時為了增加中文玩家的可读性，小說中的角色名字和地名都做了簡化。專案早期只有主線劇情，2022年7月的封閉測試後，工作室根據測試反饋，加入大量支線和角色劇情，支線劇情參考中世紀的節日與文化設計，以增加玩家故事的代入感，角色劇情則用於增加玩家對角色的了解。
玩法方面，工作室早期的目標是設計一款「好上手的轻度DBG Roguelike游戏」，並參考《殺戮尖塔》進行開發。為了降低遊玩門檻，工作室取消了一般卡牌遊戲對玩家持有卡牌數量的限制，後期還提供減少總卡牌數量的機制，讓玩家在對戰中更容易獲得想要的卡牌。2022年7月封閉測試後，工作室認為遊戲玩法「平庸」，重做了玩法。工作室降低了遊戲難度，包括牌組構築的成本和死亡懲罰，還加入隊友機制，隊友由人工智能控制參與戰鬥。後續測試，玩家反饋隊友機制隨機性太高，指揮過於複雜，於是工作室出一套簡單連攜攻擊系統替代。
角色立繪有兩套，一套是風格為二次元，另一套為歐美風格。作品的角色造型是基於小說的中世紀背景，參考當時的服飾風格進行設計。為了突顯角色之間的差異，工作室給每個角色都賦予一個鮮明的特點，如希臘風的長袍、羅馬風的桂冠。為了方便玩家了解人物之間的關係，工作室參考了二次元作品的做法，二號女主角雅金卡一家人為藍髮，以強調角色的親緣關係，女主角為白髮，以突顯其「圣洁」造型。主人公茲贝什科和其叔叔马奇克的造型，工作室參照了小說改編電影中的人物形象。

## 發行
遊戲早期測試階段使用《决战格林瓦尔德》名義宣傳，遊戲移動版以《召唤骑士团》名義申請游戏版号。2023年4月26日，遊戲以《十字军骑士》名義在Steam開設商店頁面。同年5月30日，遊戲在Steam發佈試玩版，該版本包括遊戲前兩章的內容。開發組根據試玩版的玩家反饋，修復了部分導致劇情無法通過的程序錯誤。6月20日，開發組首次參加Steam新品節，並在活動期間發佈新的試玩版。同日，獲得国家新闻出版署批出的游戏版号，滿足在中國大陸商業發行的要求。
7月20日，遊戲在Steam以買斷製方式發售。遊戲內置立繪是二次元風格，歐美風格立繪以追加下載內容方式免費發佈。10月25日，中國大陸Android版在TapTap上架。11月3日，中國大陸iOS版登陸App Store。繁中手機版於11月20日在iOS和Android平台發售。Android版免費遊玩部分內容，體驗全部內容需要付費解鎖。iOS版小額付費體驗部分內容，主要內容需額外付費解鎖。工作室計劃未來遊戲登陸主機平台。

## 反響及評價
遊戲在Steam發售後，獲得褒贬不一的評價。GameDiary評論員認為該作「制作水准尚可，但是仍有精进空间」。美術獲得觸樂、遊戲茶館和GameDiary正面的評價，遊戲茶館編輯黑貓稱讚作品的像素風格「比较精致」，女性角色立繪造型也討好男性玩家。GameDiary評論員則認為立繪設計吸引人，但是「缺乏互动功能」，「收集角色好像纯粹是在开图鉴集邮」。
玩法方面，遊戲茶館編輯黑貓表示，該作難以吸引喜歡《殺戮尖塔》的玩家，更合適偏好悠閒遊戲的玩家遊玩。GameDiary評論員認為角色養成的收益太低，隊伍增益道具的替換不太順暢，有很多可以優化的地方。觸樂編輯熊冬东稱作品有較大自由度，主線之外，也有不少隨機事件可以體驗。

## 外部連結
- 官方网站 （英文）